# Ovenna simplex
Ovenna simplex là một loài bướm đêm thuộc phân họ Arctiinae, họ Erebidae.